# Injection de code

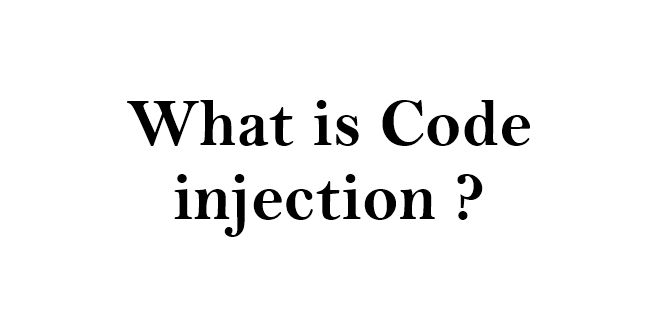
Qu'est-ce que l'injection de code ? (anglais)

Une injection de code est un type d'exploitation d'une faille de sécurité d'une application, non prévue par le système et pouvant compromettre sa sécurité, en modifiant son exécution.
Certaines injections de code ont pour but d'obtenir une élévation des privilèges, ou d'installer un logiciel malveillant. Il s'agit aussi du mode de propagation des vers informatiques.